# Конакбаев, Каскатай Досович
Каската́й До́сович Конакба́ев (каз. Қасқатай Досұлы Қонақбаев; 1918—2009) — советский хозяйственный, государственный и политический деятель.

## Биография
Родился в 1918 году в селе Актобе (ныне — Бухар-Жырауский район Карагандинской области). Член КПСС.
С 1936 года — на хозяйственной, общественной и политической работе. В 1936—1980 гг. — учитель, завуч школы в селе Токаревка, директор школы в селе Актобе Тельманского района, участник Великой Отечественной войны, секретарь Карагандинского горисполкома, заведующий отделом Карагандинского горкома партии, заместитель председателя Карагандинского горисполкома, второй секретарь Темиртауского горкома партии, председатель Балхашского горисполкома, председатель Карагандинского горисполкома, министр бытового обслуживания населения Казахской ССР.
Избирался депутатом Верховного Совета Казахской ССР 5-го, 7-го, 8-го, 9-го, 10-го созывов.
Почётный гражданин города Караганды.